# Marka estońska
Marka estońska (est. Eesti mark) – jednostka monetarna Estonii w latach 1919–1928. 1 marka = 100 penni.

## Chaos finansowy
W okresie bezpośrednio po ogłoszeniu niepodległości Estonii (24 lutego 1918) w kraju panował chaos na rynku walutowym spowodowany pogarszającą się sytuacją wojenną, rosnącą inflacją i wieloma innymi czynnikami. W tym okresie na terytorium Estonii, które nadal znajdowało się pod okupacją niemiecką, oficjalną walutą była tzw. ostmarka, czyli pieniądz wprowadzony przez Niemców dla terenów okupowanych na wschodzie (Ober-Ost), obejmujących kraje bałtyckie i północno-wschodnie kresy późniejszej II RP. Oprócz marki okupacyjnej w obiegu krążyły również marki Rzeszy Niemieckiej, marki fińskie, a nawet różnorakie ruble. Jednym z pierwszych zadań stojących przez rządem nowo powstałego państwa była likwidacja chaosu walutowego i wprowadzenie własnego, narodowego pieniądza.

## Wprowadzenie waluty narodowej
W listopadzie 1918 r. rząd tymczasowy Estonii zadecydował o wprowadzeniu marki estońskiej. Nazwa nowej waluty nie była przypadkowa. Jako że kraj nie posiadał jeszcze żadnego prawodawstwa finansowo-walutowego, a rząd w pewnym sensie był skazany na korzystanie z niemieckich przepisów w tej dziedzinie (wziąwszy pod uwagę, że w obiegu nadal pozostawała niemiecka marka okupacyjna i na niej należało się też oprzeć). Przyjęcie marki estońskiej uzyskało akceptację ciągle jeszcze pozostających na terytorium Estonii niemieckich władz okupacyjnych. Mimo że czas naglił, postanowiono zadbać o właściwą oprawę plastyczną waluty narodowej. W grudniu 1918 r. Ministerstwo Finansów Estonii rozpisało konkurs na projekt nowych banknotów. W konkursie wzięło udział ośmiu artystów. Trzech z nich zostało zwycięzcami: Peet Aren, Kristjan Raud i Nikolai Triik. Jednakże z powodu braku zainteresowania z ich strony implementacją projektu, Ministerstwo Finansów zdecydowało się na zamówienie nowych projektów u mniej znanych artystów (Theodor Björnström, Aleksander Grinjev, Eduard Poland i Theodor Ussisoo). Estonia nie miała jeszcze wtedy swojego banku, więc zamiast banknotów wprowadzono do obiegu bilety skarbowe Ministerstwa Finansów, które od zwykłych banknotów różniły się właściwie jedynie nazwą wskazującą na emitenta. Ustalono kurs marki estońskiej równy kursowi okupacyjnej ostmarki. Druk banknotów rozpoczęto w firmie litograficznej Tilgmann & Co. w Helsinkach w marcu 1919 r. oraz w drukarni Paalmanni w Tallinnie. W lipcu 1919 r. druk banknotów przejęła Drukarnia Państwowa w Tallinnie.

## Bilety skarbowe Ministerstwa Finansów

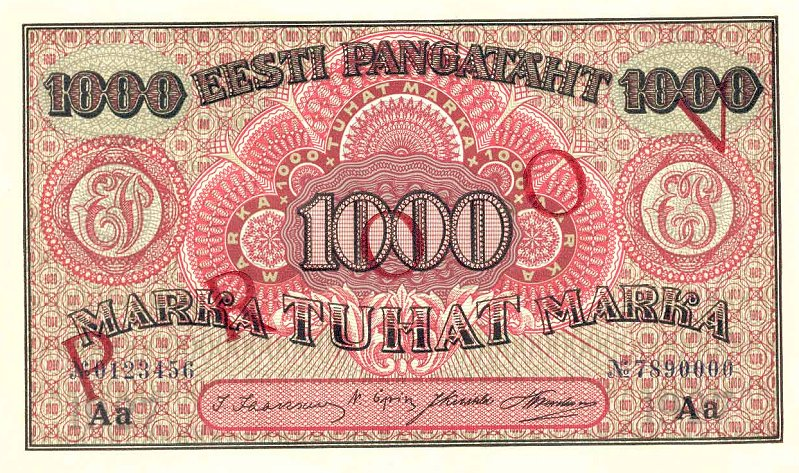
1000 marek estońskich wydane przez Bank Estonii, 1922

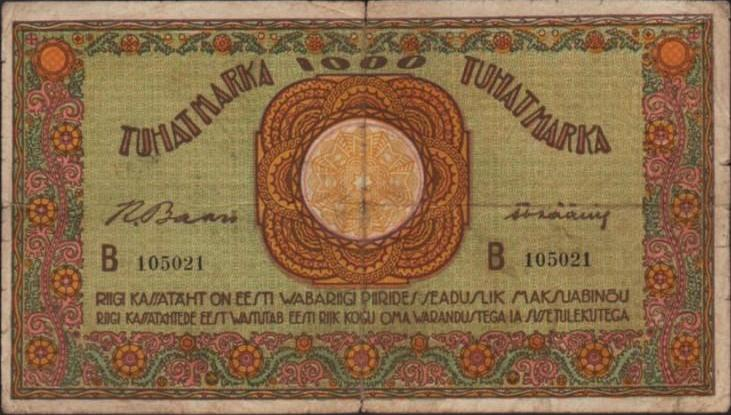
1000 marek estońskich wydane przez Bank Estonii, 1923

Marka estońska (bilety skarbowe), edycja z 1919:
- 5 penni
- 10 penni
- 20 penni
- 50 penni
- 1 marka
- 3 marki
- 5 marek
- 10 marek
- 25 marek
- 100 marek

Marka estońska (bilety skarbowe), edycja z 1923:
- 100 marek
- 500 marek
- 1000 marek

## Banknoty Banku Estonii
W pierwszą rocznicę ogłoszenia niepodległości Estonii, 24 lutego 1919 r., został utworzony Bank Estonii (Eesti Pank), a 30 kwietnia uzyskał on prawo jedynego emitenta waluty estońskiej. Bank Estonii emitował następujące banknoty w walucie markowej:
- 50 marek estońskich (1919)
- 100 marek estońskich (1921, 1922)
- 500 marek estońskich (1921)
- 1000 marek estońskich (1922, 1927)
- 5000 marek estońskich (1923).

Poza banknotami Banku Estonii i biletami skarbowymi minister finansów, upoważniony decyzją rządu z 12 sierpnia 1921 r., wprowadził do obiegu w 1922 r. tzw. pieniądz wymienny, czyli banknoty o niskich nominałach 10 i 25 marek estońskich.

## Monety
Poza banknotami wprowadzono do obiegu również monety o następujących nominałach:
| Nominał             | Rok wydania         | Materiał                  | Waga   | Nakład | Wizerunek                    |
| ------------------- | ------------------- | ------------------------- | ------ | --- | ---------------------------- |
| 1 marka estońska    | 1922, 1924          | miedzionikiel/brązonikiel | 2,56 g | 5 025 000/1 985 000 |                              |
| 1 marka estońska    | 1926 (nowy projekt) | brązonikiel               | 2,56 g | 3 979 000 |                              |
| 3 marki estońskie   | 1922, 1925          | miedzionikiel/brązonikiel | 3,4 g  | 2 089 000/1 134 000 |                              |
| 3 marki estońskie   | 1926 (nowy projekt) | brązonikiel               | 3,4 g  | 903 000 |                              |
| 5 marek estońskich  | 1922, 1924          | miedzionikiel/brązonikiel | 4,85 g | 3 983 000/1 335 000 |                              |
| 5 marek estońskich  | 1926 (nowy projekt) | brązonikiel               | 4,82 g | 1 038 000 |                              |
| 10 marek estońskich | 1925                | brązonikiel               | 6,25 g | 2 200 000 |                              |
| 10 marek estońskich | 1926 (nowy projekt) | brązonikiel               | 6,25 g | 2 789 000 (większości monet nie dopuszczono do obiegu, a następnie przetopiono. Z tego względu jest to najrzadsza dziś moneta emitowana przez Estonię) | Awers monet edycji z 1926 r. |

Monety edycji 1922 r. były wybijane u Hirscha oraz u Wernera w Berlinie, pozostałe w Tallinnie. Projektantami monet byli B. Krümmer i Georg Vestenberg (Westenberg).

## Wycofanie marki z obiegu
Z powodu niestabilnej sytuacji ekonomicznej wartość marki estońskiej z roku na rok spadała w szybkim tempie, a rezerwy złota Estonii topniały gwałtownie. W związku z deprecjacją marki rząd estoński zdecydował się już w 1924 r. na przeprowadzenie radykalnej reformy walutowej, aby dokonać m.in. waloryzacji zadłużenia i zastąpić słabą markę estońską nową walutą. 1 stycznia 1928 marka estońska została zastąpiona koroną estońską. Zastosowano przelicznik 100 marek estońskich = 1 korona estońska.